# Союз журналистов Москвы
Сою́з журнали́стов Москвы́ — общественная организация, объединяющая работников СМИ, действующих в г. Москве, на добровольной основе.
СЖМ был образован на учредительном съезде 28 июня 1990 года.
Председатель Союза журналистов Москвы — Павел Гусев (с 1991 года).

## Структура
Президиум и Секретариат, аппарат СЖМ.

## Задачи
Содействие решению творческих и социальных вопросов членов Союза, в том числе — жилищного.

## Инициативы
- По представлению Союза журналистов Москвы, 28 декабря 1991 года день 13 января был объявлен Президиумом Верховного Совета РФ Днём российской печати.
- Согласно предложению Союза журналистов Москвы, была учреждена премия города Москвы в области журналистики. Вручается ежегодно, начиная с 1994 года[2].